# Wolf-Maximilian Liebich
Wolf-Maximilian Liebich (* 1984 in Sankt Veit an der Glan) ist ein österreichischer Filmregisseur, Filmkomponist, Sound Designer und Musiker.

## Leben
Liebich wuchs in Kärnten auf, wo er den Verein KidM (Kultur in der Mühle) mitbegründete. 2005 zog er nach Wien und studierte Philosophie an der Universität Wien. 2008 nahm er das Studium der Filmregie an der Filmakademie Wien bei Peter Patzak, Michael Haneke und Wolfgang Murnberger auf. Daneben erhielt er Engagements als Tongestalter und Komponist. Zusammen mit Daniel Helmer arbeitete er 2021 an der Filmmusik zu dem österreichischen Science-Fiction Film Rubikon.
Neben seiner Arbeit im Film ist Liebich in diversen Bandprojekten tätig, wie z. B. Son Fou, Too Moon oder Solo unter dem Pseudonym millianx.

## Regie
- 2023: Rosas Schloss (Kurzspielfilm)
- 2021: Die Unvollendeten[5] (Dokumentarfilm)
- 2016: #schulausflug[6] (Kurzdoku)
- 2012: Das Labyrinth unter der Sonne[7] (Kurzfilm)
- 2010: You’re Out[8] (Animation/Kurzfilm)

## Filmmusik
- 2023: She Chef (Dokumentarfilm)
- 2023: Luise Fleck (Dokumentarfilm)
- 2023: Später Triumph (Dokumentarfilm)
- 2022: In This Silence I Believe (Experimentalfilm)
- 2022: Verschwörungswelten, Teil 1–3 (Dokumentarfilm)
- 2022: Rubikon[9] (Spielfilm)
- 2019: Out Of Place[10] (Dokumentarfilm)
- 2018: Winter Bees[11] (Experimentalfilm)
- 2017: Super Friede Liebe Love[12] (Dokumentarfilm)
- 2012: Das Labyrinth unter der Sonne
- 2010: You’re Out

## Sound Design
- 2024: Pandoras Vermächtnis (Dokumentarfilm)
- 2023: Pulver (Experimentalfilm)
- 2021: Kleine Ängste (Experimentalfilm)
- 2020: PUR[13] (Kurzfilm)
- 2019: This Land Is My Land[14] (Dokumentarfilm)
- 2019: Out Of Place
- 2018: Winter Bees
- 2017: Super Friede Liebe Love
- 2017: Heimweh[15] (Dokumentarfilm)
- 2016: Venus and Periphery[16] (Kurzdoku)
- 2016: Esiod 2015[17] (Kurzfilm)
- 2016: Lampedusa im Winter[18] (Dokumentarfilm)
- 2013: Fahrtwind – Aufzeichnungen einer Reisenden[19] (Dokumentarfilm)

## Auszeichnungen
- 2024: Österreichischer Filmpreis 2024 – Nominierung in der Kategorie Beste Musik für She Chef[20]
- 2023: Österreichischer Filmpreis 2023 – Nominierung in der Kategorie Beste Musik für Rubikon[21]
- 2020: Kulturpreis des Landes Kärnten Förderungspreis für elektronische Medien, Fotographie und Film
- 2013: Diagonale – Festival des österreichischen Films: Bestes Sounddesign für Fahrtwind – Aufzeichnungen einer Reisenden[22]
- 2011: Diagonale – Festival des österreichischen Films: Bester Nachwuchsfilm für You’re Out[23]
- 2011: Rockin Movies Award – Silber für Ciao Merlin You’re Out
- 2010: film:riss – Publikumspreis für You’re Out[24]
- 2010: Sehsüchte – Honorable Mention für You’re Out
- 2010: K3 Film Festival Villach – Beste Animation für You’re Out[25]